# Ultrasónica (álbum)
 Ultrasónica es el cuarto álbum de estudio que publicó la banda gallega de rock Los Piratas. Fue lanzado al mercado por la discográfica Warner en 2001 e incluyó uno de los himnos más reconocidos del grupo, "Años 80".

## Reedición
Existe otra versión, Ultrasónica + Sesiones perdidas, que incluye versiones de algunos temas y canciones inéditas.

## Lista de canciones
1. Teching (4:39)
2. El Equilibrio Es Imposible (3:21)
3. Años 80 (3:41)
4. Disimular (3:54)
5. Muertos (4:01)
6. Jugar Con Los Coches (3:31)
7. Filofobia (3:52)
8. Caótico Neutral (3:05)
9. Inevitable (3:14)
10. El Cielo De Lo Nuestro (2:56)
11. Colores (4:45)
12. Cuando Te Duermas (3:13)
13. Ultrasónica (8:45)

## Miembros
- Alfonso Román, guitarra
- Iván Ferreiro, voz
- Javier Fernández Hal 9000, batería
- Pablo Álvarez, bajo
- Paco Serén, guitarra y teclados